# Línea Toden Arakawa
La Línea Toden Arakawa (都電荒川線 Toden Arakawa-sen?) es una línea de tranvía en Tokio, Japón, operada por el Buró de transporte de Tokio (Toei). Es la única sobreviviente de la antigua red tranviaria de Tokio. Aun así, no es la única línea tranviaria en Tokio, también está la Línea Tokyu Setagaya la cual no es estatal pero está clasificada como tranvía (路面電車 romen densha?).

## Estaciones
Todas las estaciones están dentro de la prefectura de Tokio.
| Estación                   | Japonés      | Longitud (km)    | Longitud (km) | Transferencias                                                 | Ubicación |
| Estación                   | Japonés      | Entre estaciones | Total         | Transferencias                                                 | Ubicación |
| -------------------------- | ------------ | ---------------- | ------------- | -------------------------------------------------------------- | --------- |
| Minowabashi                | 三ノ輪橋     | -                | 0.0           | Línea Hibiya (Minowa: H-19)                                    | Arakawa   |
| Arakawa-Itchūmae           | 荒川一中前   | 0.3              | 0.3           |                                                                | Arakawa   |
| Arakawa-Kuyakushomae       | 荒川区役所前 | 0.3              | 0.6           |                                                                | Arakawa   |
| Arakawa-Nichōme            | 荒川二丁目   | 0.4              | 1.0           |                                                                | Arakawa   |
| Arakawa-Nanachōme          | 荒川七丁目   | 0.4              | 1.4           |                                                                | Arakawa   |
| Machiya-Ekimae             | 町屋駅前     | 0.4              | 1.8           | Línea principal Keisei (Machiya) Línea Chiyoda (Machiya: C-17) | Arakawa   |
| Machiya-Nichōme            | 町屋二丁目   | 0.4              | 2.2           |                                                                | Arakawa   |
| Higashi-Ogu-Sanchōme       | 東尾久三丁目 | 0.3              | 2.5           |                                                                | Arakawa   |
| Kumanomae                  | 熊野前       | 0.6              | 3.1           | Nippori-Toneri Liner                                           | Arakawa   |
| Miyanomae                  | 宮ノ前       | 0.4              | 3.5           |                                                                | Arakawa   |
| Odai                       | 小台         | 0.3              | 3.8           |                                                                | Arakawa   |
| Arakawa-Yūenchimae         | 荒川遊園地前 | 0.3              | 4.1           |                                                                | Arakawa   |
| Arakawa-Shakomae           | 荒川車庫前   | 0.5              | 4.6           |                                                                | Arakawa   |
| Kajiwara                   | 梶原         | 0.4              | 5.0           |                                                                | Kita      |
| Sakaechō                   | 栄町         | 0.5              | 5.5           |                                                                | Kita      |
| Ōji-Ekimae                 | 王子駅前     | 0.5              | 6.0           | Línea Keihin-Tōhoku (Ōji) Línea Namboku (Ōji: N-16)            | Kita      |
| Asukayama                  | 飛鳥山       | 0.5              | 6.5           |                                                                | Kita      |
| Takinogawa-Itchōme         | 滝野川一丁目 | 0.4              | 6.9           |                                                                | Kita      |
| Nishigahara-Yonchōme       | 西ヶ原四丁目 | 0.4              | 7.3           |                                                                | Kita      |
| Shin-Kōshinzuka            | 新庚申塚     | 0.4              | 7.7           | Línea Toei Mita (Nishi-Sugamo: I-16)                           | Toshima   |
| Kōshinzuka                 | 庚申塚       | 0.2              | 7.9           |                                                                | Toshima   |
| Sugamo-Shinden             | 巣鴨新田     | 0.5              | 8.4           |                                                                | Toshima   |
| Ōtsuka-Ekimae              | 大塚駅前     | 0.5              | 8.9           | Línea Yamanote (Ōtsuka)                                        | Toshima   |
| Mukōhara                   | 向原         | 0.5              | 9.4           |                                                                | Toshima   |
| Higashi-Ikebukuro-Yonchōme | 東池袋四丁目 | 0.6              | 10.0          | Línea Yūrakuchō (Higashi-Ikebukuro: Y-10)                      | Toshima   |
| Toden-Zōshigaya            | 都電雑司ヶ谷 | 0.2              | 10.2          |                                                                | Toshima   |
| Kishibojinmae              | 鬼子母神前   | 0.5              | 10.7          | Línea Fukutoshin (Zōshigaya: F-10)                             | Toshima   |
| Gakushūinshita             | 学習院下     | 0.5              | 11.2          |                                                                | Toshima   |
| Omokagebashi               | 面影橋       | 0.5              | 11.7          |                                                                | Shinjuku  |
| Waseda                     | 早稲田       | 0.5              | 12.2          | Línea Tōzai (Waseda: T-04)                                     | Shinjuku  |

## Material rodante
La línea Toden Arakawa posee un total de 4 tipos de vehículos en funcionamiento.
- Serie 6000: Fabricados entre 1947 y retirados de servicio en 2003.
- Serie 7000: Fabricados entre 1954-1956.
- Serie 7500: Fabricados en 1962, quedan 2 coches preservados, desde 2011 ya no prestan servicio.[2]
- Serie 8500: Fabricados en 1990.
- Serie 9000: Fabricados en 2007.
- Serie 8800: Fabricados en 2008.

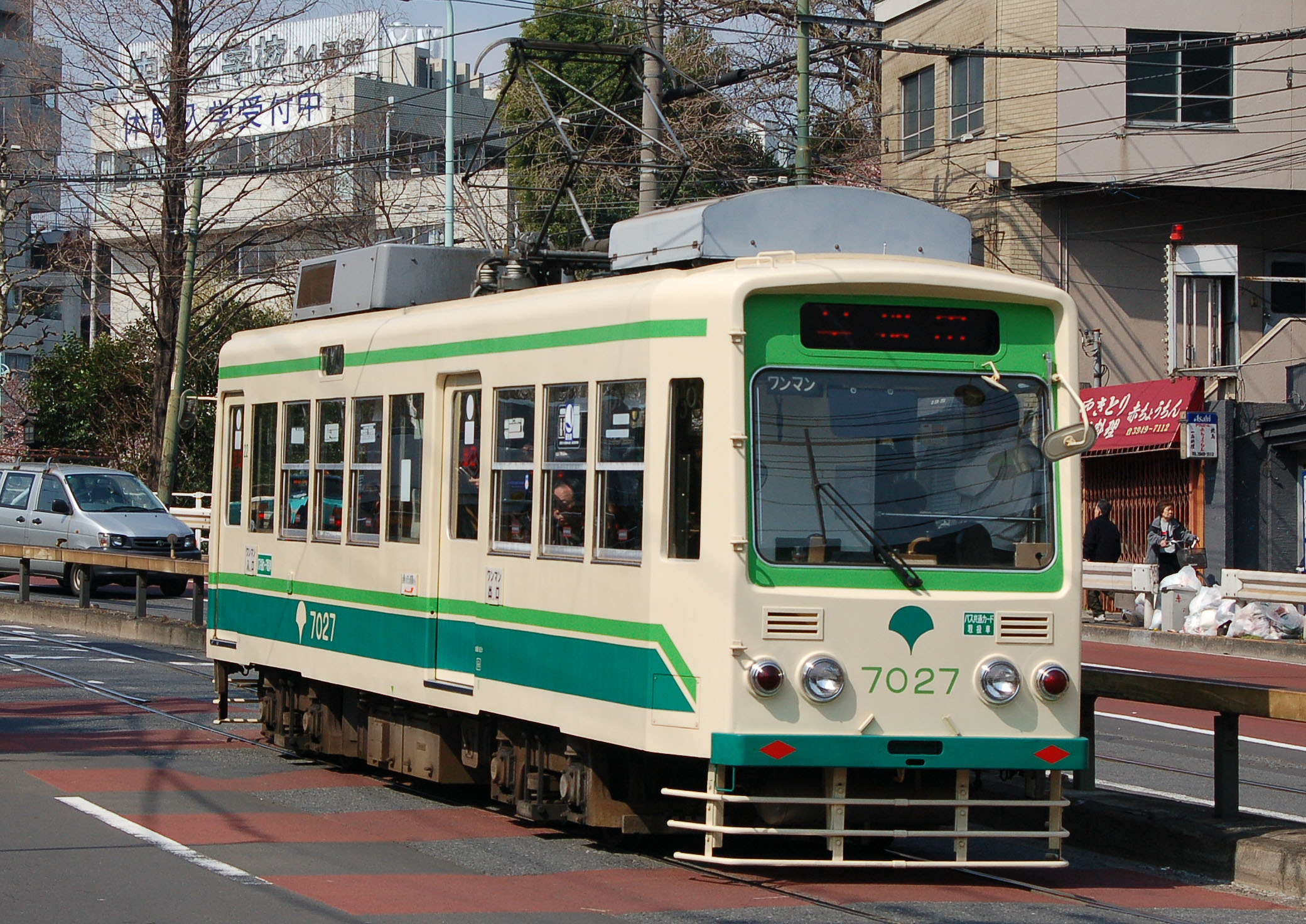
Serie 7000
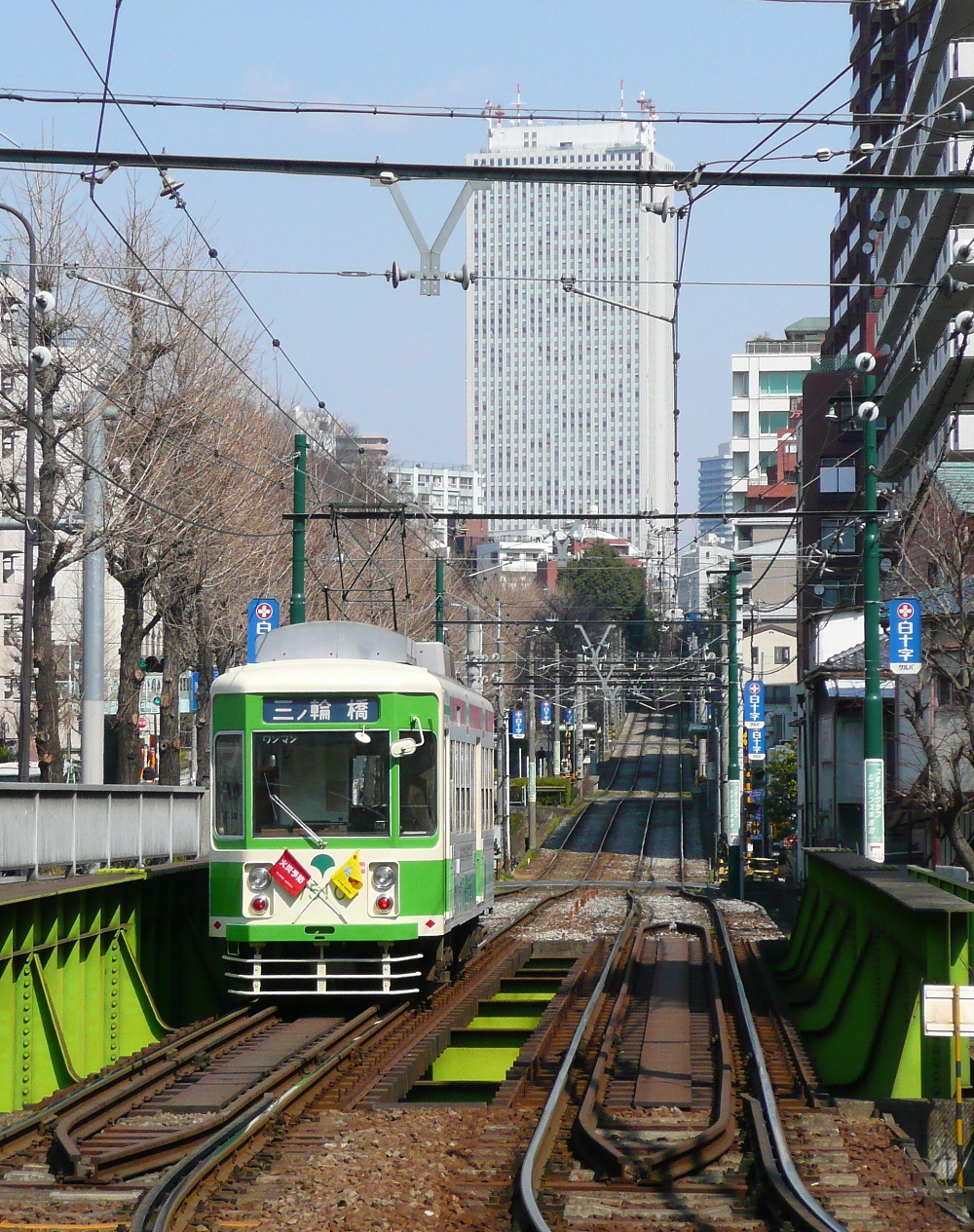
Serie 7500
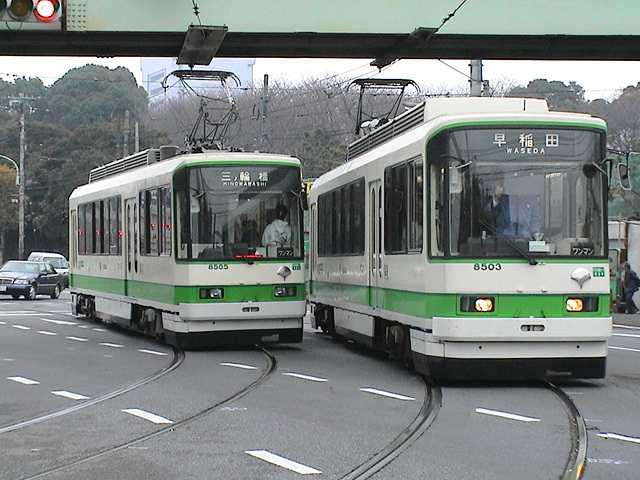
Serie 8500
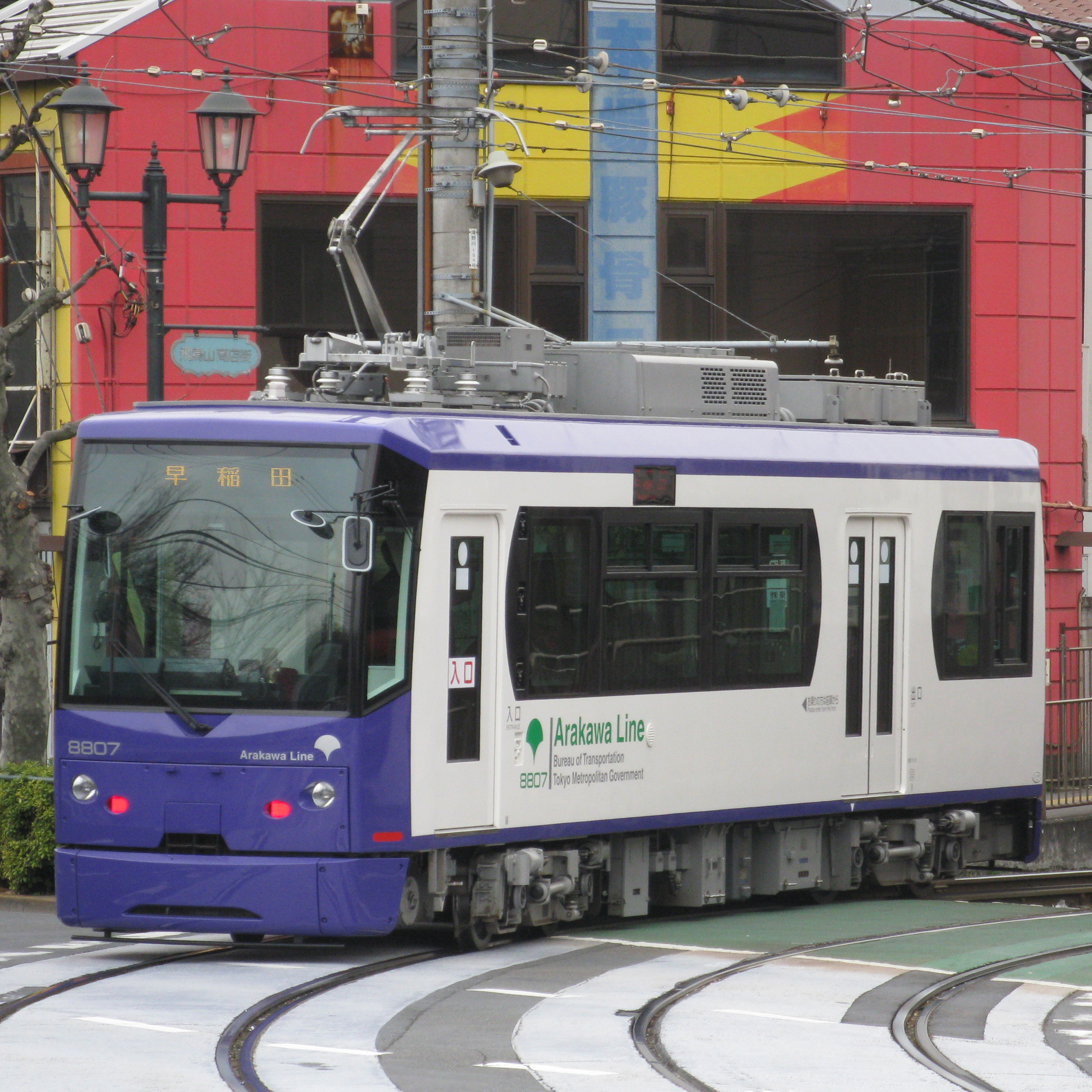
Serie 8800
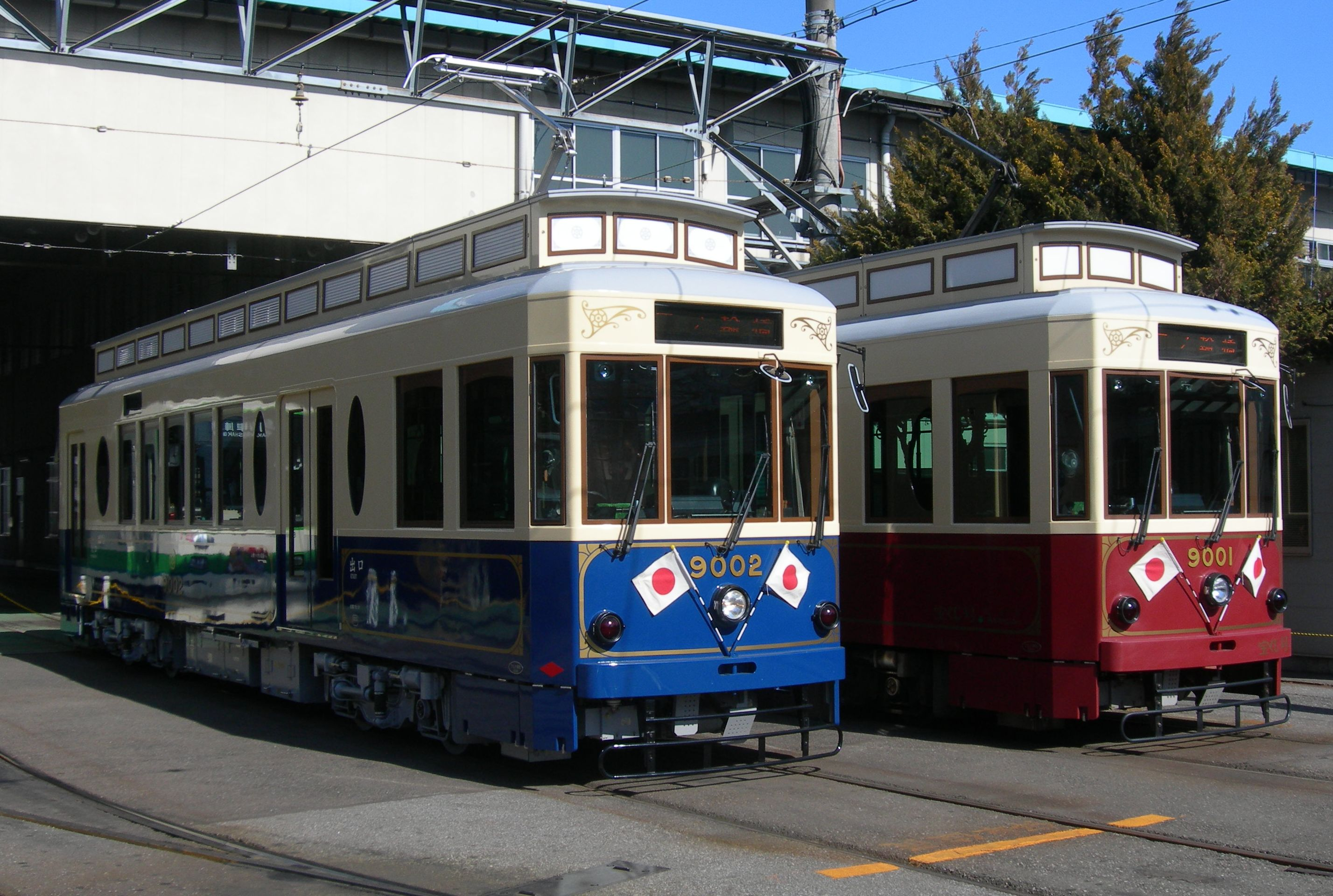
Serie 9000

## Historia
La línea fue construida originalmente por Compañía de tranvías eléctricos de Oji (王子電気軌道 Ōji-denki-kidō?) como parte de una extensa red, de la cual su tramo más antiguo operando actualmente se inauguró en 1913. En 1942 fue vendida a la ciudad de Tokio. Durante la década de 1960 estuvo en peligro de cerrar junto al resto de las líneas; pero por una gran oposición de los residentes fue fusionada con las líneas 27 (Minowabashi-Akabane) y 32 (Arakawa-Waseda) formando el recorrido actual en 1974, el Buró de transporte de Tokio la renombre como línea Toden Arakawa.[cita requerida]
Opera entre las estacioness terminales de Minowabashi y Waseda. Corre principalmente por la calle Meiji entre las estaciones de Asukayama y Ōji-Ekimae. Recorre los 12,2 km en 50 minutos, y los coches solo son operados por un conductor. Utiliza un ancho de vía de 1372mm, con vía doble en todo su recorrido y alimentación eléctrica por catenaria aérea de 600 vcc.[cita requerida]
El 13 de junio de 2006, dos coches (uno en servicio, y otro en pruebas de frenado) colisionaron cerca de la terminal de Minowabashi, dejando 27 heridos.[cita requerida]
Durante 2008, con la apertura de las líneas Fukutoshin del metro de Tokio y Nippori-Toneri; las cuales proveyeron de rutas alternativas a los usuario de la línea Toden Arakawa, se temió una pérdida de rentabilidad en la línea.[cita requerida]

## Sitios de interés

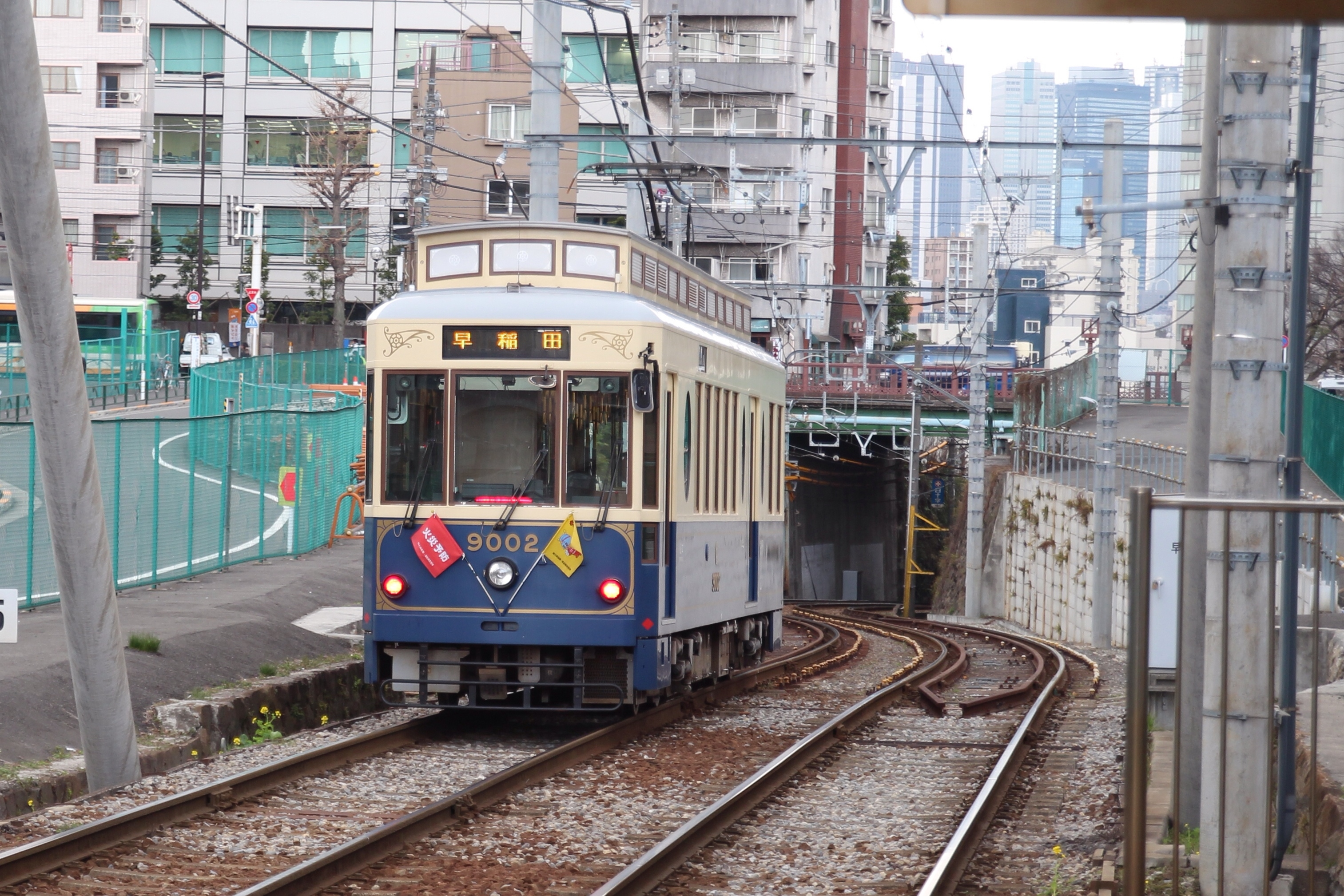
Tranvía de la Línea Toden Arakawa, cerca de la estación Kishibojinmae.

La línea opera en las zonas norte y este de Tokio, fuera del área turística principal. Su terminal Minowabashi se encuentra junto al histórico distrito rojo (zona roja) Yoshiwara de la época en que Tokio era Edo. Actualmente dispone de una calle comercial completamente cubierta, de varias cuadras. Por otra parte, en las cercanías de su terminal en Waseda, se pueden encontrar barrios que permanecieron intactos de los bombardeos de la Segunda Guerra Mundial como así también la universidad homónima.